# RS-434
Pour les articles homonymes, voir Route 434.
La RS 434 est une route locale du Nord-Ouest de l'État du Rio Grande do Sul reliant la municipalité de Ciríaco, à partir de l'embranchement avec la BR-285, à la commune de David Canabarro. Elle ne dessert que ces deux seules villes, et est longue de 19 km.